# Pierre Gauthier (philosophe)
Pour les articles homonymes, voir Pierre Gauthier.
Pierre Gauthier, né en 1938, est docteur ès sciences religieuses de l'université Strasbourg II (1974). Il est professeur d'histoire, de philosophie et de métaphysique à l'Institut catholique de Toulouse. Il a participé à l'édition des sermons de John Henry Newman et a écrit un essai sur la tradition et le dogme, qu'il nourrit dans la confrontation des différents apports de Newman et de Maurice Blondel.

## Publications
- Pierre Gauthier, La Pensée religieuse de Richard Hurrell Froude 1803-1836, Paris, Éditions Beauchesne, coll. « Beauchesne Religions », 1er avril 1997 (1re éd. 1977), 350 p., Broché (ISBN 978-2-7010-0102-9, OCLC 301592935, lire en ligne)
- Pierre Gauthier, Newman et Blondel : Tradition et développement du dogme, Éditions du Cerf, coll. « Cogitatio Fidei » (no 147), 1988, 553 p. (ISBN 978-2-204-02854-7, OCLC 18778626)

## Source
- Fiche sur le site des Éditions du Cerf